# Non uccidere (serie televisiva)
Non uccidere è una serie televisiva italiana prodotta dal 2015 al 2018 e trasmessa dalla Rai.
Ideata da Claudio Corbucci, la serie vede protagonista Miriam Leone nei panni di Valeria Ferro, ispettore di polizia dal problematico passato familiare.

## Trama
Valeria Ferro, ispettore della squadra omicidi della mobile di Torino, si ritrova spesso a indagare su casi riguardanti crimini familiari o comunque commessi in comunità chiuse. È aiutata dal suo braccio destro Andrea Russo, dal veterano Gerardo Mattei e dal novellino Luca Rinaldi. Assieme alle indagini, emerge via via il doloroso passato di Valeria: quando era una bambina, sua madre Lucia è finita in carcere per l'omicidio del marito, suo padre, e così la piccola Valeria è cresciuta appena fuori Torino con il fratello Giacomo e lo zio Giulio; una volta entrata in polizia, è diventata la compagna di Giorgio, uno degli agenti incaricati delle indagini del delitto, che ormai ha fatto carriera. Dopo l'uscita della madre dal carcere e nonostante i buoni propositi del fratello, Valeria rifiuta ogni contatto con la donna ma continua a porsi domande sulla morte del padre, sulla quale Lucia sembra non avere detto tutto.

## Episodi
| Stagione         | Episodi | Prima visione |
| ---------------- | ------- | ------------- |
| Prima stagione   | 12      | 2015-2016     |
| Seconda stagione | 24      | 2017-2018     |

## Personaggi e interpreti
- Valeria Ferro (stagioni 1-2), interpretata da Miriam Leone.
È un ispettore della questura di Torino, dal carattere piuttosto impulsivo. Ha un cattivo rapporto con la madre Lucia in seguito all'omicidio di suo padre, che dalle indagini è risultato essere stato commesso proprio da lei, e motivo per il quale è stata assente per molti anni dalla famiglia restando in carcere a scontare la pena. Indagando sulla sua scomparsa scopre una scomoda verità.
- Andrea Russo (stagioni 1-2), interpretato da Matteo Martari.
È il collega di Valeria Ferro della quale è innamorato e mostra da sempre gratitudine e affetto per il suo ispettore capo. Nella seconda stagione sarà il suo nuovo partner sentimentale.
- Giorgio Lombardi (stagioni 1-2), interpretato da Thomas Trabacchi.
È il capo di Valeria Ferro, nonché anche suo partner sentimentale per un breve periodo; uno dei primi casi su cui ha indagato è stato proprio il delitto del padre di Valeria. Il loro rapporto entra successivamente in crisi, per il suo rifiuto di riaprire il caso dell'omicidio del padre di Valeria.
- Gerardo Mattei (stagioni 1-2), interpretato da Riccardo Lombardo.
È il collega "anziano" di Valeria.
- Luca Rinaldi (stagioni 1-2), interpretato da Luca Terracciano.
È il collega "giovane" di Valeria.
- Lucia Ferro (stagione 1), interpretata da Monica Guerritore.
È la madre di Valeria ed è stata condannata a vent'anni per l'omicidio del marito. Una volta uscita dal carcere dopo poco fa perdere le sue tracce e Valeria inizia a indagare insieme a Russo e Lombardi scoprendo tutta la verità anche sulla morte del padre.
- Giacomo Ferro (stagioni 1-2), interpretato da Davide Iacopini.
È il fratello di Valeria, con la quale vive insieme alla moglie Michela e alla figlia Costanza. A differenza della sorella non ha problemi ad accogliere la madre quando lei esce dal carcere.
- Michela Ferro (stagioni 1-2), interpretata da Viola Sartoretto.
È moglie di Giacomo e madre di Costanza.
- Giulio Ferro (stagioni 1-2), interpretato da Gigio Alberti.
È lo zio di Valeria. Durante l'assenza della madre è stato lui a occuparsi di lei e di suo fratello Giacomo.
- Costanza Ferro (stagioni 1-2), interpretata da Crystal De Glaudi.
È la nipote adorata di Valeria nonché figlia di Giacomo e Michela.
- Giuseppe Menduni (stagione 2), interpretato da Federico Pacifici.
 È il vero padre di Valeria Ferro, arrestato con l’accusa di aver ucciso Lucia.
- Viola Menduni (stagione 2), interpretata da Martina De Santis. 
 È la figlia di Giuseppe nonché la sorellastra di Valeria Ferro.
- Fausto Bodrino (stagione 2), interpretato da Franco Ravera. 
 È l’avvocato di Menduni e intermediario con il boss Vito Mecenate.
- Sandrina De Lorenzo (stagione 2), interpretata da Anna Maria De Luca. 
 È un’amica di Mecenate e confidente dell’avvocato Bodrino; si vuole vendicare di Menduni perché ha ucciso suo marito anni prima.

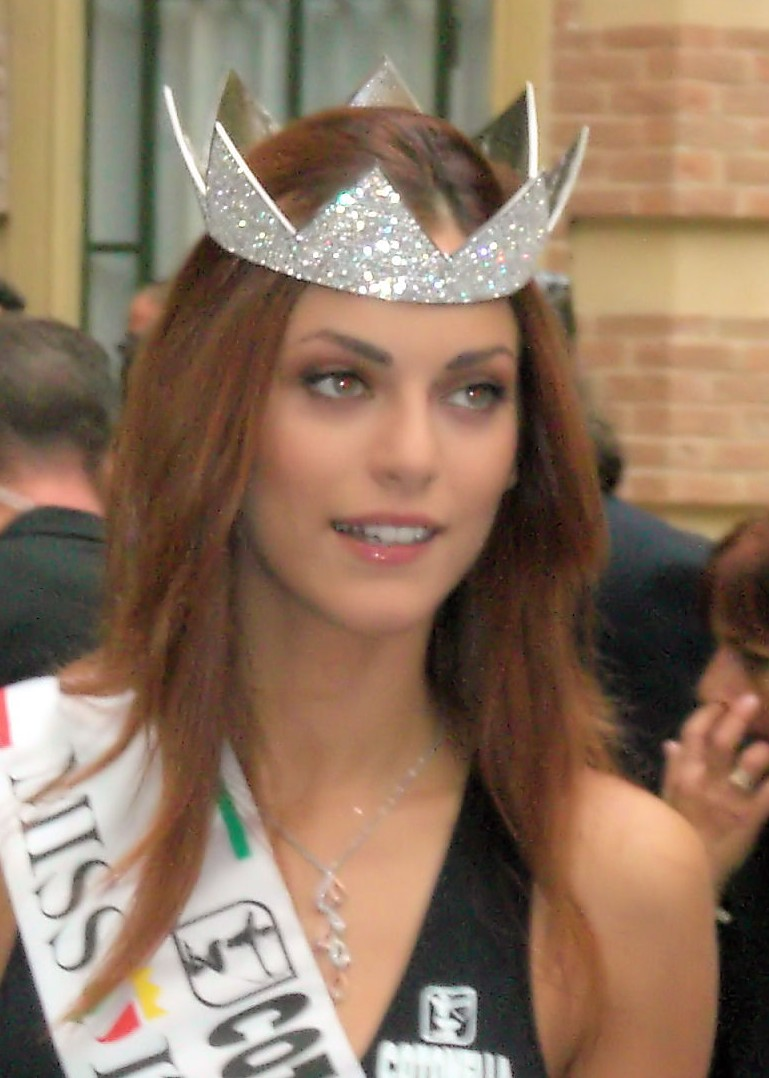
Miriam Leone è Valeria Ferro
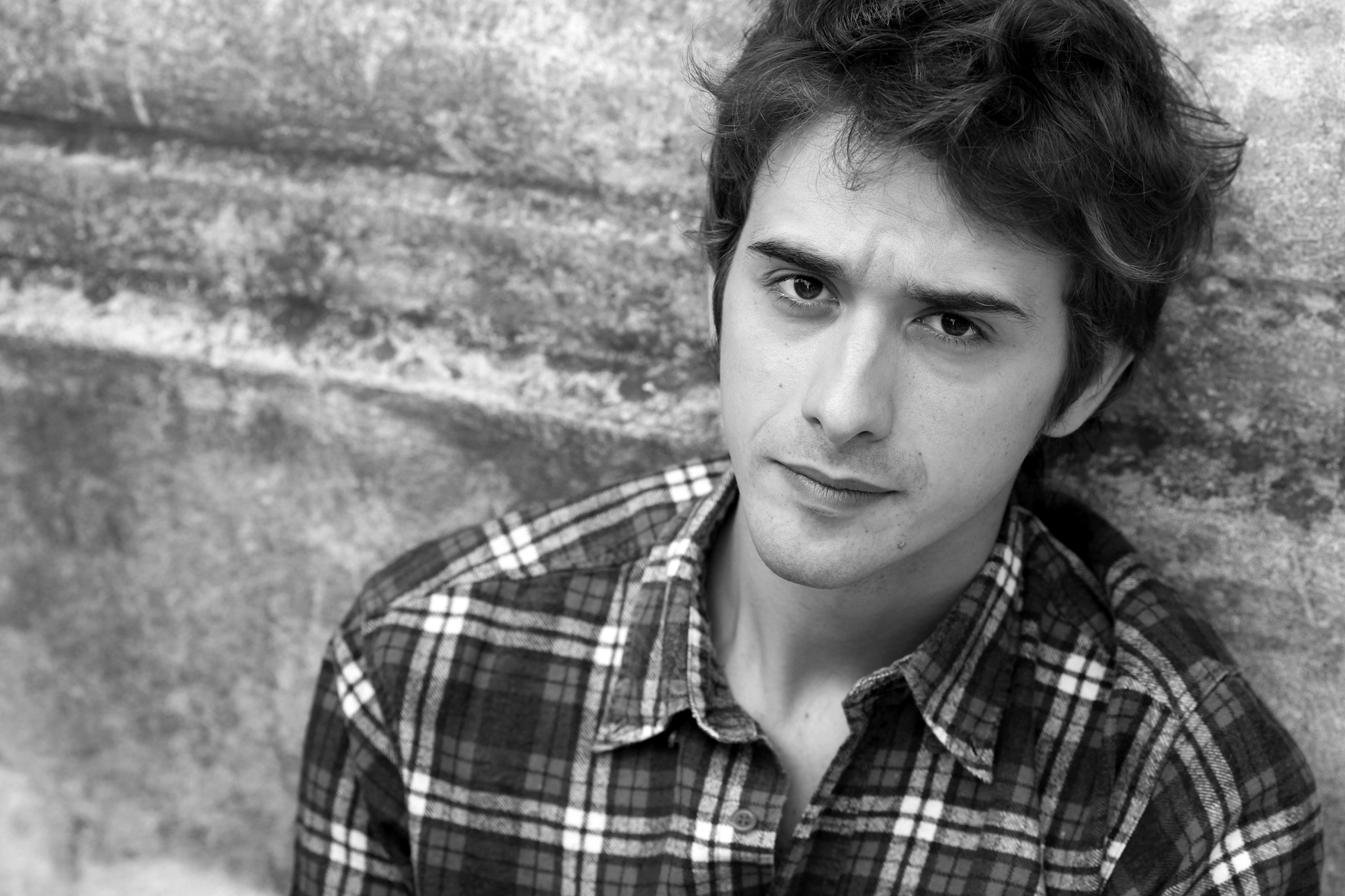
Davide Iacopini è Giacomo Ferro
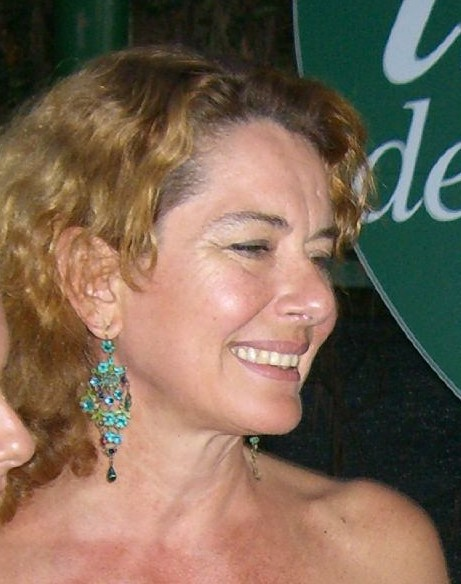
Monica Guerritore è Lucia Ferro

## Produzione
La prima stagione di Non uccidere, composta da 12 episodi della durata di 100 minuti l'uno, è stata diretta da Giuseppe Gagliardi e trasmessa in prima visione da Rai 3. La seconda stagione, che ha visto l'adozione del nuovo formato di 24 episodi da 50 minuti l'uno, oltreché una regia divisa tra Lorenzo Sportiello, Adriano Valerio, Claudio Noce, Emanuela Rossi e Michele Alhaique, è stata trasmessa in due parti, entrambe pubblicate in anteprima dal portale RaiPlay; la successiva programmazione televisiva ha visto la prima parte in onda su Rai 2 e la seconda su Rai Premium.

## Trasmissione internazionale
- In Francia, su arte,[5] con il titolo Squadra criminale.
- In Germania, su arte,[6] con il titolo Die Toten von Turin.
- Nel Regno Unito, su More4,[7] e negli Stati Uniti d'America, su PBS,[8] con il titolo Thou Shalt Not Kill.
- In Spagna con il titolo No matarás.
- In Ungheria, su Duna TV,[9] con il titolo Ne ölj!